# Ермаковская (Тарногский район)
Ермаковская — деревня в Тарногском районе Вологодской области.
Входит в состав Илезского сельского поселения, с точки зрения административно-территориального деления — в Илезский сельсовет.
Расстояние по автодороге до районного центра Тарногского Городка — 38 км, до центра муниципального образования Илезского Погоста — 3 км. Ближайшие населённые пункты — Якинская, Карчевская, Степушино.
По переписи 2002 года население — 11 человек.